# 東初石

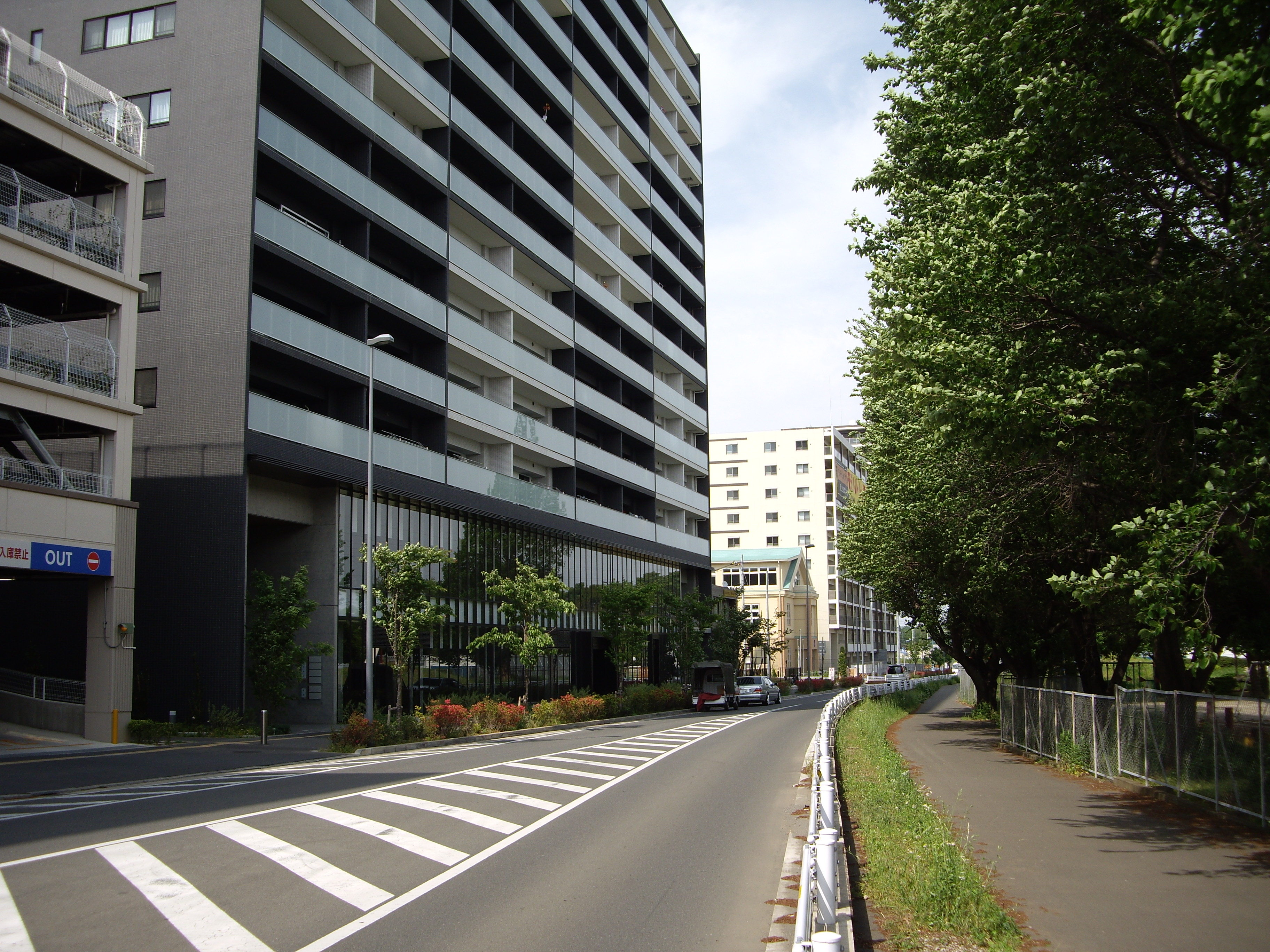
東初石六丁目

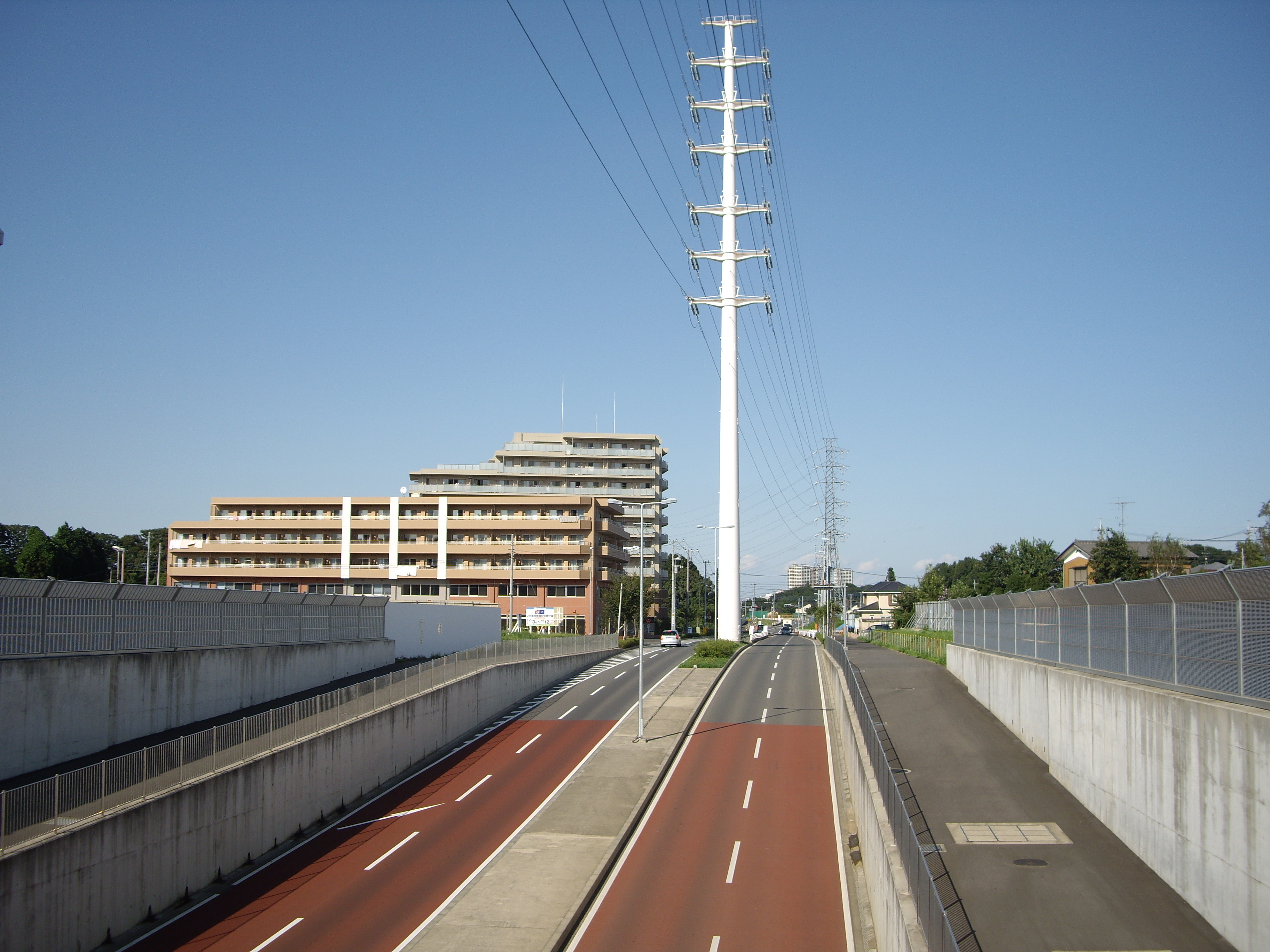
東初石六丁目(2)

東初石（ひがしはついし）は、千葉県流山市にある地名。現行行政地名は、東初石一丁目から六丁目。郵便番号は、270-0114。

## 地理
流山市の中部に位置する。当地の一部は、かつて小金牧と呼ばれる軍馬育成のための放牧場の一部であり、全域が初石新田と呼ばれる開拓地を経て、現在は住宅街となっている。
一・二丁目は1966年（昭和41年）10月〜1968年（昭和43年）2月にかけて流山市（施行時は東葛飾郡流山町）が、三・四丁目は東京都職員労働組合住宅として同時期に開発が行われた地域であり、五・六丁目は流山市の新拠点（つくばエクスプレスタウン流山おおたかの森地区）として現在整備されている地域である。地域内に首都圏新都市鉄道つくばエクスプレス・東武野田線・常磐自動車道が通る。
二丁目に千葉県立流山高等学校、流山中央病院、三丁目に京葉銀行初石支店、流山市立常盤松中学校、三丁目に近接して東武野田線初石駅、六丁目にライフガーデン流山おおたかの森、六丁目に近接してつくばエクスプレス・東武野田線流山おおたかの森駅がある。
東は十太夫、西・南は西初石、北は江戸川台東・美田・柏市西原・西柏台と接している。

### 地価
住宅地の地価は、2015年（平成27年）1月1日の公示地価によれば、東初石二丁目160番2の地点で11万6000円/m2となっている。

## 歴史

### 沿革
- 1968年（昭和43年）12月 大字初石新田・青田新田・駒木新田・十太夫新田の各一部より流山市東初石一丁目〜四丁目を新設する。
- 1971年（昭和46年） 大字初石新田・駒木新田・十太夫新田より流山市東初石五丁目〜六丁目を新設する。
- 2011年（平成23年）4月25日 京成バス流山おおたかの森駅〜江戸川台駅東口間路線（流01系統）運行開始。

### 地名の由来
江戸時代に開墾された初石新田の東部であることより東初石とした。

## 世帯数と人口
2017年（平成29年）11月1日現在の世帯数と人口は、以下の通りである。
| 丁目         | 世帯数    | 人口     |
| ------------ | --------- | -------- |
| 東初石一丁目 | 660世帯   | 1,474人  |
| 東初石二丁目 | 1,080世帯 | 2,403人  |
| 東初石三丁目 | 1,764世帯 | 4,022人  |
| 東初石四丁目 | 646世帯   | 1,397人  |
| 東初石五丁目 | 708世帯   | 1,865人  |
| 東初石六丁目 | 1,140世帯 | 2,736人  |
| 計           | 5,998世帯 | 13,897人 |

## 小・中学校の学区
市立小・中学校に通う場合、学区は以下の通りとなる。
| 丁目         | 街区                         | 小学校                     | 中学校                     |
| ------------ | ---------------------------- | -------------------------- | -------------------------- |
| 東初石一丁目 | 全域                         | 流山市立八木北小学校       | 流山市立常盤松中学校       |
| 東初石二丁目 | 全域                         | 流山市立八木北小学校       | 流山市立常盤松中学校       |
| 東初石三丁目 | 全域                         | 流山市立八木北小学校       | 流山市立常盤松中学校       |
| 東初石四丁目 | 全域                         | 流山市立八木北小学校       | 流山市立常盤松中学校       |
| 東初石五丁目 | 都市軸道路以西               | 流山市立小山小学校         | 流山市立常盤松中学校       |
| 東初石五丁目 | 都市軸道路以東               | 流山市立おおたかの森小学校 | 流山市立おおたかの森中学校 |
| 東初石六丁目 | 新市街地D102・D108・D109街区 | 流山市立おおたかの森小学校 | 流山市立おおたかの森中学校 |
| 東初石六丁目 | その他                       | 流山市立小山小学校         | 流山市立おおたかの森中学校 |

## 交通

### 鉄道
最寄駅は東武野田線初石駅、首都圏新都市鉄道つくばエクスプレス・東武野田線流山おおたかの森駅である。

### バス
首都圏新都市鉄道つくばエクスプレス・東武野田線流山おおたかの森駅および、東武野田線江戸川台駅より、京成バスの路線が運行されている（流01系統）。
また、流山おおたかの森駅発着の流山市コミュニティバス「ぐりーんバス」（ぐ06系統）も通っていて、最寄りバス停は「東初石3丁目バス停」である。

## 施設
- 流山市立常盤松中学校
- 千葉県立流山高等学校
- 私立神愛幼稚園
- 熊野神社
- 流山中央病院
- 久松クリニック
- おおたかの森クリニック（ライフガーデン流山おおたかの森内）
- ライフガーデン中央クリニック（ライフガーデン流山おおたかの森内）
- 小野獣医科医院
- 千葉銀行 初石支店ATM（マルエツ初石店内）
- 京葉銀行 初石支店
- 千葉興業銀行 流山おおたかの森支店（ライフガーデン流山おおたかの森内）
- 常陽銀行 Jプラザ流山おおたかの森（ライフガーデン流山おおたかの森内）
- りそな銀行 流山おおたかの森出張所（TXグランドアベニュー内。所在地は西初石）
- マルエツ 初石店
- ライフガーデン流山おおたかの森
- TXグランドアベニューおおたかの森（所在地は西初石）
- 初石駅（所在地は西初石）
- 流山おおたかの森駅（所在地は西初石）